# Mircea Daneliuc
Eveniment editorial: Convorbiri cu Mircea DaneliucMircea Ștefan Daneliuc (n. 7 aprilie 1943, orașul Hotin, județul interbelic Hotin, azi în Ucraina) este regizor, scenarist, cineast, actor și scriitor român. 

## Biografie
Mircea Daneliuc, se naște la 7 aprilie 1943, dintr-o mamă catolică și un tată creștin ortodox, la Hotin, în Basarabia. A avut parte de o copilărie grea, deoarece rușii au încercat să elimine toate persoanele care aveau și cetățenie română. Familia sa s-a refugiat în România, la Câmpulung Moldovenesc  în 1944, însă celelalte rude ale sale au fost trimise într-un lagăr de exterminare din Serbia. 
În copilărie va lua lecții de vioară, însă acesta va deveni un instrument pe care îl va urî toată viața, după cum va mărturisi peste ani.
Va frecventa Liceul Național din Iași, de unde a fost mai apoi exmatriculat deoarece a sărit la bătaie la unul dintre colegii săi, apoi a absolvit Liceul „Costache Negruzzi”.
În 1966, a absolvit Facultatea de Filologie a Universității din Iași, secția Franceză, iar în 1972 a încheiat cu brio studiile la Facultatea de Regie-Film a Institutului de Artă Teatrală și Cinematografică „I. L. Caragiale” din București. În perioada facultății oferă meditații și scrie articole pentru diferite ziare, în încercarea de a se întreține singur.
A fost căsătorit cu actrița Tora Vasilescu și în prezent este căsătorit cu actrița Cecilia Bârbora.

## Activitatea profesională
În anul 1975 a debutat ca regizor de film cu lungmetrajul „Cursa”, care a câștigat Premiul Asociației Cineaștilor din România (în același an) și a participat la o serie de festivaluri în străinătate, cum sunt cele de la Belgrad, Cairo, New Delhi, Moscova sau Barcelona.
Va urma o carieră strălucitoare în film, în care va aborda mereu subiectele de actualitate, trecut prin filtrul incisivității și, deseori, al sarcasmului, a fost un rebel al generației anilor ’70, fiind îndrăzneț de-a dreptul, înfruntând autoritățile comuniste cu prețul unor lungi perioade de inactivitate. Preferă subiectele luate din actualitate, pentru lumea celor de condiție modestă pe care ii privește fără compasiune. Filmele sale dau glas propriilor nemulțumiri, dezamăgiri și dureri pe care i le produce o societate bolnavă politic și social.
Printre actorii săi preferați, cu care a colaborat îndeaproape, îi enumerăm pe Mircea Albulescu, Tora Vasilescu, Mircea Diaconu, Ștefan Iordache, Cecilia Bârbora, Valeria Seciu, Gina Patrichi, Gheorghe Dinică, Coca Bloos, Olga Tudorache, Clara Vodă. 
Mircea Daneliuc este și un prozator remarcabil, printre romanele publicate aflându-se „Pisica ruptă” (1997) – cu care a obținut Premiul Asociației Scriitorilor Profesioniști din România – , „Marilena și câteva voluptăți” (1999), „Apa din cizme” (2000), „Strigoi fără țară” (2001), „Petru și Pavel” (2003), „Ora lanti” (2007) – Premiul de presă al revistei Ateneu – , „Cele ce plutesc” (2009), „Ca un grătar de mici. Un picior de plai, cu șpițul” (2013), „Pisica ruptă” (2013, ediția a doua, revizuită și întregită), „Andreas, Andrada” (2016), în 2019 – „Sfumato” și în 2021 – „Coma hindusă”. Toate aceste scrieri apar ca surprinzătoare, fiind originale, puternice, fiind calificate de critica de specialitate drept îndrăznețe stilistic și extrem de atent construite.
El este și autor de proză scurtă, printre scrierile de acest tip fiind „Două spălări pe cap”, 2010, „Dulci meleaguri”, 2016 sau în 2018 – „Cele mai tâmpite momente”, este nuvelist – „Băiatul fără sprâncene”, 2012 – , și autor de piese de teatru, precum „Șchiopul binemirositor” (1999), „Doi pinguri” (2000), „Carlo Carlini – iluzionism” (2003) – care a obținut Premiul Național pentru Dramaturgie – , „Femei în Ghips” (2005), „Teatru” (2017) – lansat în cadrul celei de a XXVII-a ediții a Festivalului Național de Teatru.
În 2018 a publicat volumul de monologuri „Spărgătorul de greață”. De asemenea, volumul „Marilene”, lansat în 2005, cuprinde șapte povestiri cu și despre femei, considerat un preludiu la lansarea filmului „Sistemul nervos”.
A colaborat la numeroase reviste de cultură, între care „România literară”, „Contemporanul”, „Luceafărul”, „Viața Românească”.
Mircea Daneliuc a deținut funcții de conducere în cadrul cinematografiei, fiind membru al Consiliului Național al Cinematografiei (1991-1995) și membru al Oficiului Național Cinematografic (1998-1999), a fost director al „Alpha Films International” (1990-1995), apoi director al „ROFILM” S.A.
Este, de asemenea, membru în Uniunea Cineaștilor din România și Uniunea Scriitorilor din România și a fost președinte al Societății Creatorilor de Film (1997-1998).
Pentru realizările sale remarcabile în multiple domenii ale artelor, i-au fost decernate Premiul Asociației Cineaștilor din România (ACIN) pentru Regie („Ediție specială”, 1977), Marele Premiu ACIN („Proba de microfon”, 1980 și „Croaziera”, 1981; „Glissando”, 1984 – retras de cenzură în 1985; „Iacob”, 1988), Premiul UCIN („A 11-a poruncă”, 1991), Marele Premiu UCIN („Patul conjugal”, 1993), Premiul special UCIN („Această lehamite”, 1994), Marele Premiu UCIN („Senatorul melcilor”, 1995). La 21 martie 2003, cineastul a fost distins cu Premiul „ALIA”, ediția a VI-a, acordat de revista „Adevărul literar și artistic”.
De asemenea, Daneliuc a fost nominalizat pentru „Cel mai bun film” și „Cel mai bun actor” cu filmul „Iacob” la Premiul European „Felix” (1988), cu „Glissando” la Festivalul de la Veneția (1984), iar cu „Senatorul melcilor” a intrat în selecția oficială a Festivalului de la Cannes din 1995.
A fost decorat cu Ordinul național „Pentru Merit” în grad de Comandor (1 decembrie 2000) „pentru realizări artistice remarcabile și pentru promovarea culturii, de "Ziua Națională a României”.
În anul 2015, la împlinirea a 40 de ani de la debutul în cinematografie, cineastului Mircea Daneliuc i-a fost dedicată o amplă restrospectivă de 12 filme în cadrul Festivalului Internațional de Film Transilvania, desfășurat la Târgu Mureș, în perioada 9-11 octombrie.
Mircea Daneliuc este singurul regizor cu două filme – Probă de microfon și Croaziera – situate pe locurile 9 și respectiv 10, în clasamentul alcătuit de 40 de critici de film ”Cele mai bune 10 filme românești din toate timpurile”, publicat în 2008. 

## Opera literară
- 1997 — Pisica ruptă, roman;
- 1999 — Marilene, roman;
- 1999 — Șchiopul cu frumos miros, teatru;
- 2000 — Doi pinguri, teatru;
- 2000 — Apa din cizme, roman;
- 2001 — Strigoi fără țară, roman;
- 2003 — Carlo Carlini, iluzionism;
- 2003 — Petru și Pavel, roman;
- 2005 — Femei in ghips, teatru;
- 2007 — Ora lanti, roman;
- 2009 — Cele ce plutesc, roman;
- 2010 — Două spălări pe cap, proză scurtă;
- 2012 — Băiatul fără sprâncene, nuvele,[5]
- 2013 — Ca un grătar de mici. Un picior de plai, cu șpițul, roman
- 2013 — Pisica ruptă, roman; ediția a doua, revizuită și întregită
- 2016 — Dulci meleaguri, proză scurtă
- 2016 — Andreas, Andrada, roman
- 2017 — Teatru, volum
- 2018 — Cele mai tâmpite momente, proză scurtă
- 2018 — Spărgătorul de greață, monologuri
- 2019 — Sfumato, roman
- 2021 — Coma hindusă, roman
- 2023 — Covorul roșu, roman

## Teatru
A scris 19 piese de teatru și a regizat piesele, Emigranții de Sławomir Mrożek (1977), Regele desculț de Paul Anghel (1978), O noapte furtunoasă de Ion Luca Caragiale (1998), Doi Pinguri de Mircea Daneliuc 2006 și altele.

## Filmografie

### Regizor
- Warfv - 1970
- Scurtcircuit - 1970
- Insolație (Dus-Întors) - 1972
- Explozia (1972) - asistent de regie
- Ștefan cel Mare - Vaslui 1475 (1975) - asistent de regie
- Cursa (1975)
- Ediție specială (1978)
- Proba de microfon (1980)
- Vînătoarea de vulpi (1980)
- Croaziera (1981)
- Glissando (1984)
- Iacob (1988)
- A unsprezecea poruncă (1991)
- Tusea și junghiul (1992)
- Patul conjugal (1993)
- Această lehamite (1994)
- Senatorul melcilor (1995)
- Ambasadori, căutăm patrie (2003)
- Sistemul nervos (2005)
- Legiunea Străină (2008)[6][7]
- Marilena (2008)
- Cele ce plutesc (2009)

### Scenarist
- Ediție specială (1978) - în colaborare cu Beno Meirovici
- Proba de microfon (1980)
- Vînătoarea de vulpi (1980) - în colaborare cu Dinu Săraru
- Croaziera (1981)
- Glissando (1984)
- Iacob (1988)
- A unsprezecea poruncă (1991)
- Tusea și junghiul (1992)
- Patul conjugal (1993)
- Această lehamite (1994)
- Senatorul melcilor (1995)
- Ambasadori, căutăm patrie (2003)
- Sistemul nervos (2005)
- Legiunea Străină (2008)
- Marilena (2008)
- Cele ce plutesc (2009)

### Actor
- 1975 - Cursa
- 1977 - Râul care urcă muntele
- 1978 - Ediție specială
- 1979 - Al patrulea stol - Dan
- 1980 - Proba de microfon
- 1980 - Casa dintre cîmpuri
- 1980 - Vînătoarea de vulpi
- 1981 - Croaziera
- 1984 - Galax
- 1990 - A unsprezecea poruncă
- 1994 - Această lehamite
- 2003 - Ambasadori, căutăm patrie - pictorul

## Distincții
- Ordinul național „Pentru Merit” în grad de Comandor (1 decembrie 2000) „pentru realizări artistice remarcabile și pentru promovarea culturii, de Ziua Națională a României”[8]